# Teodoro Lonfernini
Teodoro Lonfernini, né le 12 mai 1976 à Saint-Marin, est un homme politique saint-marinais. Il est capitaine-régent de Saint-Marin du 1er octobre 2012 au 1er avril 2013 avec Denise Bronzetti.